# Meu Destino É Pecar (filme)
Meu Destino É Pecar é um filme brasileiro de 1952, dirigido por Manuel Peluffo e estrelado por Antonieta Morineau e produzido pela Cinematográfica Maristela.

## Sinopse
Leninha (Antonieta Morineau) se casa com Paulo (Rubens de Queiróz), sem estar apaixonada pelo viúvo. Passa então a residir com este e sua família. Na realidade, ela se apaixona pelo cunhado Maurício (Helmuth Schneider) assim que o conhece. Mas descobre que a primeira mulher de seu marido fora morta por cães. Começa a ficar atormentada com a presença da morta nas falas das pessoas que a rodeiam. A tormenta se transforma em pavor com uma suposta aparição de Guida, a falecida. Mas Leninha resolve seguir o fantasma e descobre que se trata de Lidia (Ziláh Maria), a prima de Paulo, que desmascarada, revela toda sua loucura. Enfim, Leninha é aceita por todos e a paz volta a reinar na fazenda.

## Elenco
- Antonieta Morineau - Leninha
- Helmuth Schneider - Maurício (creditado como Alexandre Carlos)
- Ziláh Maria - Lídia
- Rubens de Queiróz - Paulo
- Maria de Lourdes Lebert - Consuelo
- Great George - Avô
- Nair Pimentel - Netinha
- Raul Breda - Marcelo
- Ilza Menezes - Naná
- João Pinto de Oliveira - Elpídio
- Iracema - Dona Zefa
- José Penteado Carlos
- Diana Lepore - Mulher (Regina/Evangelina/Guida)
- Adolfo Leicys - Coronel
- Artur Carvalhal - Juiz
- Ayres Campos - Cabra
- Caio E. Scheiby
- Vitorio Cusani
- Manuel Peluffo